# Lagynochthonius nagaminei
Espèce
Synonymes
- Tyrannochthonius nagaminei Sato, 1983

Lagynochthonius nagaminei est une espèce de pseudoscorpions de la famille des Chthoniidae.

## Distribution
Cette espèce est endémique du Japon. Elle se rencontre dans les monts Kirishima.

## Publication originale
- Sato, 1983 : Tyrannochthonius (Lagynochthonius) nagaminei a new pseudoscorpion (Chthoniidae) from Mt Kirishima, Japan. Edaphologia, no 29, p. 7-11.